# Franz Josef Peter
Franz Josef Peter (* 26. Januar 1789 in Achern; † 29. Juli 1865 in Union City, New Jersey) war ein badischer Kaufmann und Politiker, der wegen seiner Verstrickung in die Badische Revolution nach Amerika auswanderte.

## Herkunft
Peter entstammte einer in Achern seit 1745 nachweisbaren weitverzweigten Familie, welche im 19. Jahrhundert drei Bürgermeister und einige dem Liberalismus nahestehende Freidenker hervorbrachte. Franz Josef Peter war der Sohn des Oberachener „Rössel“-Wirts Johann Anton Peter. Unter den zahlreichen Geschwistern Franz Josef Peters kann die im Jahre 1800 geborene Anna Maria Peter hervorgehoben werden. Sie heiratete 1825 Franz Ignaz Goegg und wurde damit zur Stiefmutter von Amand Goegg, einem führenden Kopf der badischen Revolution.  Der ebenfalls aus Achern stammende Joseph Ignatz Peter war ein Cousin von Franz Josef Peter.

## Leben
Peter gehörte der in Achern stark vertretenen katholischen Kirche an und schlug den Berufsweg eines Handelsmanns ein. Von 1837 bis 1842 besaß er für den Wahlbezirk der Ämter Achern und Bühl ein Mandat in der Zweiten Kammer der Badischen Ständeversammlung. Vom 14. November 1846 bis zum 13. August 1849 war er Bürgermeister von Achern. Während seiner Amtszeit als Bürgermeister im Vorfeld und im Laufe der Märzrevolution verbreitete sich auch in Achern zunehmend revolutionäres Gedankengut. Der mit Peter verwandte „Engel“-Wirt Friedrich Peter (1813–1863) war Kommandant der Bürgergarde und ließ bekannte badische Oppositionspolitiker vom Balkon seines Gasthauses zu Volksversammlungen sprechen. Am 2. April 1848 forderte Joseph Fickler hier erstmals in aller Öffentlichkeit die Republik und erhielt für seine Rede eine derartige Zustimmung, dass die Vertreter des Bezirksamts Achern nicht den Mut aufbrachten, dagegen vorzugehen. Als Gustav Struve im September 1848 in Lörrach die Deutsche Republik ausrief, kam es auch in Achern zu Solidaritätsbekundungen. In der Nacht vom 22. auf den 23. September 1848 wurden sogar die Schienen der Eisenbahn entfernt, damit sich der mögliche Einsatz von Einheiten der Badischen Armee hinauszögern ließ. Franz Josef Peter nahm 1849 als Bürgermeister ein Darlehen von 1000 Gulden auf, um Waffen vom Zeughaus aus Karlsruhe zu beschaffen. Die Bürgergarde wurde mit der allgemeinen Bürgerwehr verschmolzen und am 13. Mai 1849 war auch Achern bei der großen Landesversammlung in Offenburg bei den Aufmärschen vertreten. Nach der Niederwerfung der badischen Revolution durch die Truppen des Deutschen Bundes wurde Peter seines Amtes als Bürgermeister von Achern enthoben. Er wurde wegen seiner Haltung während der Revolution zu vier Jahren Zuchthaus verurteilt, konnte sich jedoch dem Vollzug der Strafe entziehen, indem er mit Billigung des Oberamtmanns Johannes Bach nach Amerika floh und sich zunächst in New York niederließ. Nachdem ihm Amnestie gewährt worden war, kam er im September 1852 noch einmal nach Achern zurück, wo er sich um verschiedene noch ausstehende Angelegenheiten kümmerte. Den Rest seines Lebens verbrachte er mit seiner Frau und mehreren Kindern in New Jersey. Seine letzte Ruhe fand er auf dem Flower Hill Friedhof in North Bergen.

## Familie
Franz Josef Peter heiratete Maria Antonia Hof (1796–1865) aus Oberkirch. Aus der Ehe gingen zahlreiche Kinder hervor. Sohn Wilhelm Peter (1832–1918) ging mit nach Amerika und gründete in Union Hill die William Peter Brewing Company. Außerdem betätigte sich Wilhelm (William) Peter als Maler im Kreis der Hudson River School. Er hielt Verbindung zu den zahlreichen geflüchteten 1848-Revolutionären, die nach Amerika ausgewandert waren, insbesondere zu Carl Schurz. Ebenfalls mit ihren Eltern Franz Josef und Maria Antonia Peter kamen vier Töchter nach Amerika. Magdalena Peter hatte 1848 den Notar Max Frech geheiratet, der während der Revolution die Korker Volkswehr anführte, welche am 30. Juni 1849 von preußischen Ulanen bei Iffezheim niedergemetzelt worden war. Louise Peter ging mit dem Kanonier Franz Braunstein eine Ehe ein. Braunstein hatte die revoltierende Artillerie in Rastatt befehligt. Anna Peter heiratete den Heidelberger Studentenführer Wilhelm Hexamer. Franz Josef Peters Söhne Hubert und August Peter blieben in Baden. Hubert Peter befand sich ebenfalls unter den verfolgten Anhängern der gescheiterten Revolution, stellte sich jedoch den Gerichtsverfahren. August Peter heiratete Magdalena Schneider aus Urloffen bei Appenweier und gründete dort einen Zweig der Familie Peter.